# Au Chi Wai
Au Chi Wai beziehungsweise Au Chi-wai oder Au Chi-Wai (chinesisch  區志偉, Pinyin Qū Zhì Wěi; * 19. November 1969), in westlicher Namensreihenfolge auch Wai Au Chi oder Chi Wai Au, ist ein Hongkonger Poolbillard- und Snookerspieler. Er konnte 2004 und 2005 die Hongkonger Meisterschaft im 9-Ball gewinnen.

## Karriere
Au spielte während seiner Karriere vorrangig Poolbillard und Snooker. Ende der 1990er Jahre begann er zunächst im Snooker, an internationalen Turnieren teilzunehmen. Sowohl 1997 als auch 1998 nahm er an der Amateurweltmeisterschaft teil und kam bis in die Finalrunde. Auch meldete er sich für die Qualifikation der professionellen Snookerweltmeisterschaft 1998 an, trat letztlich aber nicht an. Weitere Teilnahmen an internationalen Snooker-Amateurturnieren folgten in den nächsten Jahren; abgesehen von einigen weiteren Finalrunden erreichte Au aber keine besonders bemerkenswerten Ergebnisse. Einzig bei den Asienspielen 2002 konnte er im Doppel zusammen mit Marco Fu mit dem Gewinn einer Silbermedaille einen großen Erfolg erzielen.
In der Folge fokussierte er sich auf das Poolbillard. 2001 konnte er die asiatische Team-Meisterschaft im 9-Ball gewinnen, 2004 gewann er die Hongkonger Meisterschaft im 9-Ball sowie die Hongkonger Super League. Die 9-Ball-Meisterschaft gewann er auch 2005, die Super League noch einmal 2006. In den folgenden Jahren konnte er auch bei weiteren Ausgaben Hongkonger Amateurturniere gute Ergebnisse erzielen. Zwischenzeitlich nahm er von 2003 bis 2007 regelmäßig an den Events der Asian 9-Ball-Tour teil, einer professionellen Turnierserie im 9-Ball. Bei zwei Events konnte er sogar das Finale erreichen, verlor aber jeweils. Im selben Zeitraum nahm er vereinzelt auch an anderen wichtigen Profiturnieren im Poolbillard teil. Allerdings schied er sowohl bei der 9-Ball-Weltmeisterschaft 2005 als auch bei den US Open 2007 jeweils frühzeitig aus. Bei den Asienspielen 2006 nahm Au sowohl im 9-Ball als auch im 8-Ball an den Einzelwettbewerben teil, schied aber ebenfalls früh aus.
Ab 2008 machte Au dann wieder im Snooker von sich reden. Zunächst wurde er zum 6-Red Snooker International 2008 und zum 6-Red World Grand Prix 2009 eingeladen, zwei professionellen Turnieren im Six-Red-Snooker. Beide Male überstand er aber nicht die Gruppenphase. Eine weitere Einladung zu einem professionellen Snookerturnier führte ihn 2010 zu den China Open, wo er sein Auftaktspiel in der Wildcard-Runde verlor. Derweil konnte er als Amateur einige Achtungserfolge erzielen. Im Six-Red-Snooker erreichte er das Viertelfinale der Asian Indoor Games 2009, im normalen Snooker Platz 3 der Asienmeisterschaft desselben Jahres. In den folgenden Jahren nahm er regelmäßig an internationalen Amateurturnieren teil, sowohl im normalen Snooker als auch im Six-Red-Snooker. Häufig kam er zwar bis in die Finalrunde, schied dann aber schnell aus. Zu seinen besten Ergebnissen gehörten das Achtelfinale der Amateurweltmeisterschaft 2019 sowie das Viertelfinale der Asienmeisterschaft 2018 und der Six-Red-Asienmeisterschaft 2016. 2019 qualifizierte er sich zudem für die World Seniors Championship, die mit dem professionellen Weltverband assoziierte Ü40-Weltmeisterschaft. Zuvor hatte er ein entsprechendes Qualifikationsturnier in Peking gewonnen.
Regelmäßig nahm er als Amateur zudem zwischen 2012 und 2015 an den asiatischen Events der Players Tour Championship teil, einer Serie von professionellen Snookerturnieren, die auch Amateuren offenstanden. Dort war sein bestes Ergebnis eine Achtelfinalteilnahme bei den Dongguan Open 2014. 2015 wurde er neben Marco Fu als Vertreter Hongkongs beim World Cup 2015 nominiert, einem professionellen Team-Snookerturnier. Zusammen erreichten die beiden den dritten Platz ihrer Gruppe, verpassten damit aber den Einzug in die nächste Runde. Trotzdem erhielt Au 11.250 £ als Preisgeld. Zwei Jahre später wurden Fu und Au wiederum für den World Cup nominiert, wo sie erneut Platz 3 ihrer Gruppe belegten und damit ausschieden. Mit 49 Jahren versuchte Au schließlich bei der Q School 2019, sich für den Profistatus zu qualifizieren. Im zweiten Event erreichte er sogar überraschend das entscheidende Spiel, musste sich aber letztlich Chen Zifan geschlagen geben. Einen weiteren Versuch zur Qualifikation unternahm er 2021 über die CBSA Qualifiers, doch diesmal war Au weitgehend erfolglos.
Hauptberuflich arbeitete Au Chi Wai zumindest in den 2010er Jahren als Manager eines Hongkonger Snookerclubs. 2018 war er in dieser Funktion in eine Affäre um den englischen Ex-Profispieler Stephen Lee verwickelt. Der wegen Wettbetrugs gesperrte Lee reiste mit einem Touristenvisum nach Hongkong, hatte also keine Arbeitserlaubnis, gab in Aus Snookerclub aber trotzdem bezahlte Trainingsstunden für Amateurspieler. Lee, Au und einer seiner Geschäftspartner wurden zu einer Geldstrafe verurteilt.

## Erfolge (Auswahl)
Einzel
| Ausgang         | Jahr | Turnier                                                               | Finalgegner | Ergebnis  |
| --------------- | ---- | --------------------------------------------------------------------- | ----------- | --------- |
| Amateurturniere |      |                                                                       |             |           |
| Sieger          | 2004 | Hongkonger Meisterschaft im 9-Ball                                    | unbekannt   | unbekannt |
| Sieger          | 2005 | Hongkonger Meisterschaft im 9-Ball                                    | unbekannt   | unbekannt |
| Finalist        | 2019 | Q School 2019 – Event 2                                               | Chen Zifan  | 0:4       |
| Sieger          | 2019 | Fünftes Qualifikationsturnier für die World Seniors Championship 2019 | Chen Gang   | 3:0       |

Team
| Ausgang | Jahr | Turnier                             | Teampartner | Gegner im Finale            | Endstand  |
| ------- | ---- | ----------------------------------- | ----------- | --------------------------- | --------- |
| Sieger  | 2001 | Asiatische 9-Ball-Teammeisterschaft | unbekannt   | unbekannt                   | unbekannt |
| Zweiter | 2002 | Billardwettbewerb der Asienspiele   | Marco Fu    | Yasin Merchant Rafath Habib | 1:3       |